# Египетская социал-демократическая партия
Египетская социал-демократическая партия (араб. الحزب المصرى الديمقراطى الاجتماعى‎) — социал-либеральная и социал-демократическая политическая партия Египта. Была основана 29 марта 2011 года, после Египетской революции, в результате слияния двух незначительных партий либерального толка — Либеральной египетской партии и Египетской демократической партии.

## История
Среди известных членов-основателей — профессор Мохамед Абу Эль-Гар, кинорежиссер Дауд Абдель Сайед, бывший заместитель секретаря ООН и исполнительный секретарь Экономической и социальной комиссии для Западной Азии Мерват Таллави, его коллега как экс-генсек ЭСКЗА Хазем Аль-Баблауи и активист Амр Хамзави. Впрочем, последний в апреле ушёл из партии, чтобы сформировать Партию свободы Египта 18 мая 2011 года.
Египетская социал-демократическая партия и другая левоцентристская партия Тагамму участвовали в выборах в совет Шуры в 2012 году в составе Египетского блока.
В августе 2012 года партия была принята в Социалистический Интернационал в качестве консультативного члена. 18 февраля 2013 года ЕСДП была принята в Партию европейских социалистов.
После отстранения Мухаммеда Мурси от президентской должности в июле 2013 года пост премьер-министра, как сообщается, был предложен члену-основателю Социал-демократической партии Зиаду Бахаа ад-Дину. Однако его кандидатура была заблокирована председателем партии «Аль-Нур» Юнесом Махиуном, возражавшим против этого назначения, равно как и против участия Мохаммеда эль-Барадеи, поскольку оба они принадлежат к одной политической коалиции (Фронт национального спасения). В итоге, 9 июля исполняющим обязанности премьер-министра был назначен другой соучредитель Социал-демократической партии — Хазем Аль-Баблауи. Заняв пост (его кабинет был приведен к присяге 16 июля 2013 года), он приостановил свое членство в ЕСДП.